# When the Last Sword is Drawn
When the Last Sword Is Drawn (壬生義士伝 Mibu Gishi Den) è un film del 2003, diretto da Yojiro Takita e liberamente basato su eventi storici. Il film ha ricevuto otto nomination agli Awards of the Japanese Academy e due premi: miglior attore protagonista (Kiichi Nakai) e miglior attore non protagonista (Koichi Sato).

## Trama
Il film narra le vicende di due samurai membri della Shinsengumi: Hajime Saito e Kanichiro Yoshimura. Il primo è freddo e spietato, senza legami apparenti tranne che con la concubina Nui; il secondo è profondamente legato alla famiglia che vive lontano in una zona del nord del Giappone chiamata Nanbu Morioka. Gli eventi principali si svolgono a partire dall'anno 1863 e proseguono durante la caduta dello shogunato Tokugawa, ma sono narrati sotto forma di flashback.